# ژان-استفان ساوار
ژان استفان ساوار (به انگلیسی: Jean-Stéphane Sauvaire) متولد ۳۱ دسامبر ۱۹۶۸، یک فیلم‌ساز، تهیه‌کننده و فیلم‌نامه نویس فرانسوی است. وی بیشتر به خاطر کارگردانی فیلم نیایش قبل از سپیده‌دم شناخته می‌شود.

## زندگی شخصی
وی در ۳۱ دسامبر ۱۹۶۸ در پاریس، فرانسه متولد شد.